# Ale Giorgini
Ale Giorgini, all'anagrafe Alessandro Giorgini (Montecchio Maggiore, 1976), è un illustratore e grafico italiano.
Il suo lavoro rimanda all'immaginario delle illustrazioni e cartoni animati degli anni '60 e '70, di autori come Miroslav Sasek e Hanna and Barbera.

## Biografia
Dopo una quindicennale esperienza come art director in diverse agenzie di comunicazione, inizia la sua carriera da illustratore autodidatta.
È il fondatore nel 2013 di Illustri Festival, evento culturale che si svolge ogni due anni a Vicenza. La biennale ospita illustratori portati in mostra nella Basilica Palladiana.
Dal 2013 al 2018 è stato presidente e direttore artistico del Festival.
Ha fondato nel 2017 Magnifico Agency, agenzia di rappresentanza di illustratori italiani, con la quale coordina progetti corali di disegnatori.
Ha collaborato tra gli altri con Amazon, Adidas, Barilla, Suzuki, Armani, Ford, Puma, Moleskine, Birrificio Angelo Poretti, Lavazza, Huawei, Kinder Ferrero, Enel, Emirates, Martini, Disney, Sony Pictures.
È stato insegnante allo IED (Torino), Scuola Internazionale di Comics (Padova), Bauer (Milano) e IDEA Academy (Roma).

## Premi e riconoscimenti
- 2017 Good Design Award Chicago Museum of Design

Selezionato:
- Society of Illustrators di New York (2015, 2017)

Candidato:
- Premio Boscarato al TCBF (2016) Treviso Comic Book Festival